# Kerstin Behnke

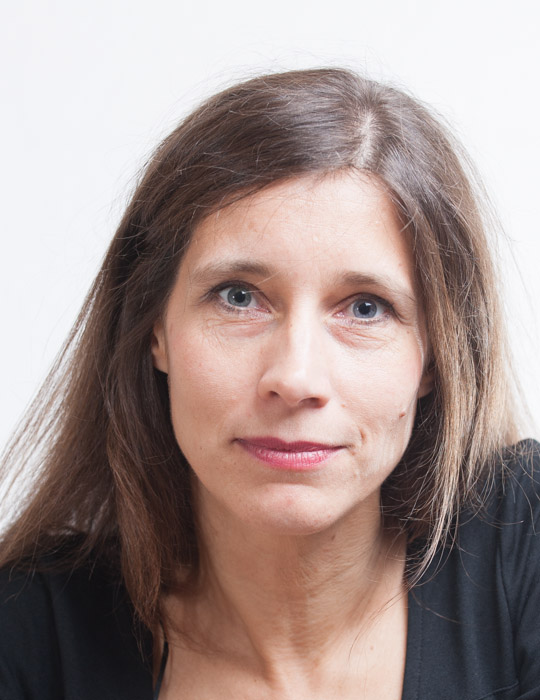
Kerstin Behnke (2014)

Kerstin Behnke (* 29. September 1969 in Hamburg) ist eine deutsche Chorleiterin, Dirigentin und Hochschullehrerin.

## Leben
Kerstin Behnke studierte von 1991 bis 1995 Schulmusik an der Hochschule für Musik und Theater Hamburg und von 1995 bis 2001 Dirigieren an der Universität der Künste Berlin bei Mathias Husmann.
Von 2002 bis 2017 leitete sie den Konzertchor Berliner Cappella und bis Ende 2018 den LandesJugendChor Saar. Sie arbeitete mit professionellen Chören wie dem RIAS Kammerchor und Markell’s Voices. 2008 wurde Behnke nach einem Konzert als „Schatzgräberin“ mit „eine[r] Sängerschaft aus drei Chören“ bezeichnet.
Von 2013 bis 2017 lehrte Kerstin Behnke Chorleitung an der Musikhochschule Lübeck. 2017 wurde sie auf eine Professur für Chor- und Ensembleleitung mit dem Schwerpunkt klassische Chormusik an der Hochschule für Musik Franz Liszt Weimar berufen.
Behnke leitet den 1997 von ihr gegründeten Kammerchor Tonikum und den via-nova-chor München.
Gastspiele führten sie u. a. nach Russland (Philharmonie Nowosibirsk), Polen (Filharmonia Pomorska und Capella Bydgostiensis in Bydgoszcz) und Panama (Panama National Symphony Orchestra). 2009 dirigierte sie in Tokio als erste Frau die größte Aufführung von Beethovens 9. Sinfonie mit 5000 Sängerinnen und Sängern und dem New Japan Philharmonic Orchestra. An Musiktheaterproduktionen dirigierte sie bislang Verdis Rigoletto am Theater Brandenburg, die Himmelfahrt-Radio-Show des Hamburger Komponisten Jan Dvořák am Hebbel-Theater oder Händels Oper Radamisto an der Zürcher Hochschule der Künste.
Behnke konfrontiert bekannte Werke mit ungewöhnlichen Entdeckungen aus allen Epochen – insbesondere vergessenen Kompositionen von Frauen. Für ihr Diplomkonzert mit den Berliner Symphonikern wählte sie Werke der Komponistin Lili Boulanger aus. Mit Berliner Cappella führte sie die Oper Der Wald (1902) von Ethel Smyth auf.
Der Berliner Tagesspiegel urteilt über ihre Chorarbeit, es gelinge „der gewandten Dirigentin Kerstin Behnke, die Mitglieder so zu motivieren, dass sie wie eine verschworene Gemeinschaft mit Ausnahmewerken auftreten“. Der Aufführungsraum ist in ihren Konzerten integraler Bestandteil des Konzepts.

## Diskografie
- Felix Mendelssohn Bartholdy, Zwei Kantaten für Männerchor und Orchester, 2006

## Auszeichnung
- 2019: Erster Preis beim Deutschen Chorwettbewerb mit dem via-nova-chor München[9]